# Светлобрюхая пеночка
Светлобрюхая пеночка (лат. Phylloscopus bonelli) — певчая птица семейства пеночковых. Видовое латинское название дано в честь итальянского орнитолога Франко Андреа Бонелли (1784—1830).

## Описание
Светлобрюхая пеночка длиной примерно от 11 до 12 см, размах крыльев составляет от 18 до 19 см. Масса составляет примерно от 7 до 9 г. Верхняя часть тела бурая, а нижняя окрашена в белый цвет. У птицы имеется белая нечёткая «бровь» и желтоватая гузка. Половой диморфизм отсутствует. Голос звучит как «пю-ии».

## Распространение
Область распространения светлобрюхой пеночки простирается от западной части Средиземного моря до севера Франции и юго-запада Центральной Европы. Северная граница распространения проходит через север Франции, юг Бельгии, юг Германии и Австрии. На зимовку вид мигрирует в Африку к югу от Сахары. Живёт в сухих лиственных, хвойных и смешанных лесах в горных ландшафтах на высоте до 2000 м.

## Питание
Питается пауками, беспозвоночными, насекомыми и их личинками.

## Размножение

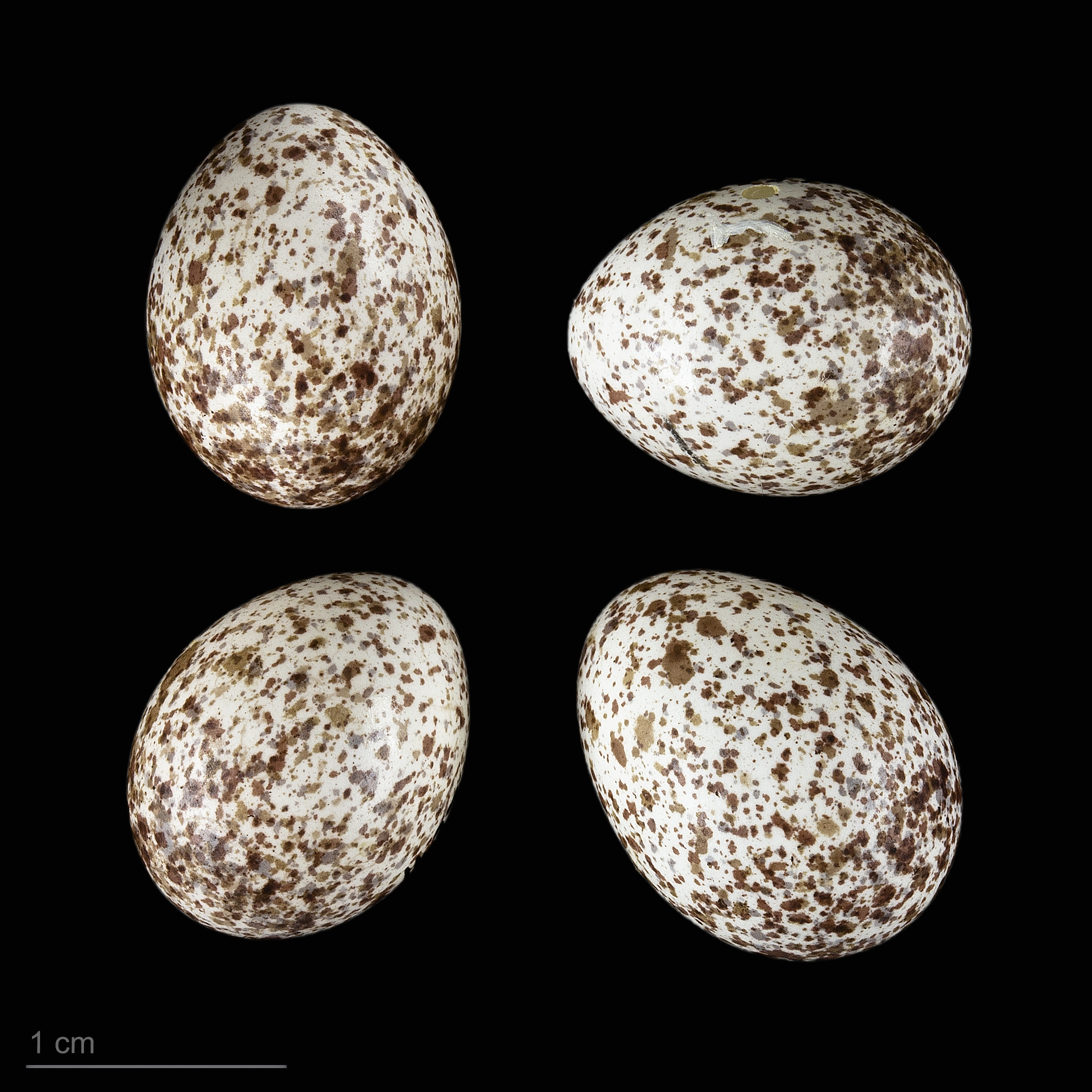
яйцо Phylloscopus bonelli - Тулузский музеум

Половая зрелость наступает через один год. Период гнездования длится с мая по июль. Гнездо, свитое из стебельков, листьев и травы, укрыто в траве на земле. Самка кладет от 4-х до 6-и белых яиц с коричневыми крапинами. Самка высиживает яйца от 13 до 14 дней. Молодые птицы пребывают в гнезде от 11 до 13 дней.